# Douglas XFD
Le Douglas XFD était le prototype d'un chasseur embarqué biplan biplace américain pour la marine américaine. Conçu pendant les années 1930, il fut le premier avion de chasse construit par la Douglas Aircraft Company.

## Conception et développement
Le XFD fut conçu pour répondre à la spécification « Design Specification No. 111 » émise en 1932 par le Bureau of Aeronautics (BuAer) de l'US Navy, qui faisait appel à un chasseur embarqué à hautes performances avec un train d'atterrissage fixe et propulsé par un moteur en étoile refroidi par air Pratt & Whitney R-1535 Twin Wasp Junior.
Sur les sept avions proposés, seuls les biplans Vought XF3U-1 et Douglas XFD-1 furent sélectionnés, et le 30 juin 1932, la marine commanda la production d'un exemplaire de chacun de ces deux avions. Plus tard, un exemplaire du SBC Helldiver (XF12C) de Curtiss fut également commandé, mais il était l'unique monoplan du trio et devait surtout permettre de tester des technologies plus avancées.
Le XFD était un avion entièrement en métal, excepté pour son revêtement en tissu. Propulsé par un Pratt & Whitney Wasp, il disposait d'un cockpit fermé par une longue verrière, qui abritait deux membres d'équipage assis en tandem, ainsi que d'un train d'atterrissage fixe comportant une roulette de queue.

## Histoire opérationnelle
Le prototype prit l'air pour la première fois en janvier 1933, puis fut évalué par l'US Navy entre le 18 juin 1933 et le 14 août 1934. Il fut surclassé en performances par l'avion de Vought, qui fut déclaré vainqueur de la compétition.
La victoire du modèle concurrent ne fut cependant pas d'une grande importance ou d'une quelconque influence. En effet, la Navy s'était déjà désintéressée des concepts de chasseurs biplaces, et finalement aucun exemplaire de série de l'un ou l'autre des avions ne fut commandé.